# Rémi Lesca
Rémi Lesca (Dax, 19 novembre 1990) è un cestista francese.